# Jaime Hernandez
Jaime Hernandez (* 1959 in Oxnard, Kalifornien) ist ein US-amerikanischer Comiczeichner.

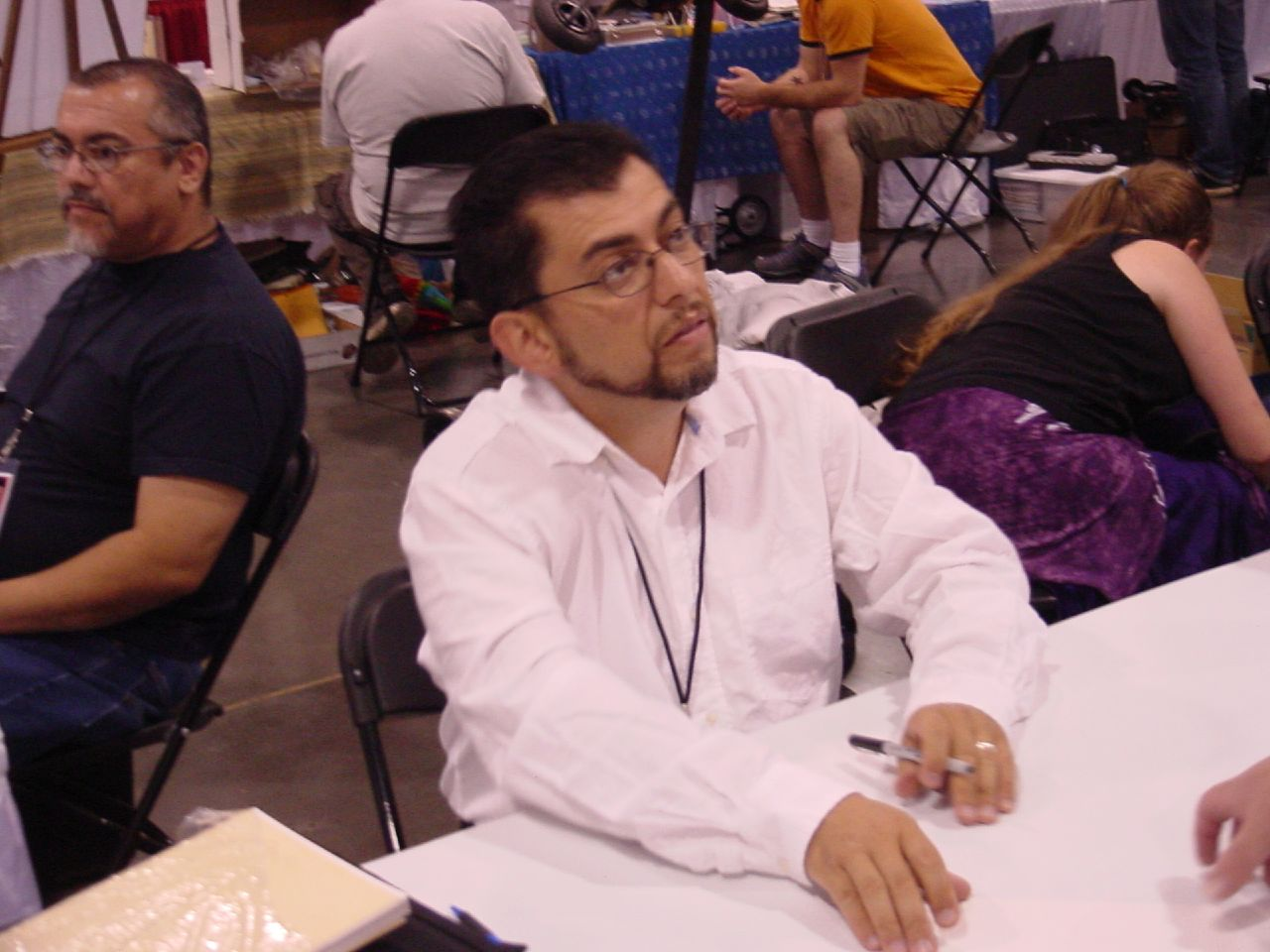
Jaime Hernandez

## Leben
Hernandez erhielt am Ventura College in Kalifornien eine Ausbildung als Zeichner. 1979 gestaltete er das Logo der kalifornischen Hardcoreband Agression. 1982 brachte er gemeinsam mit seinem Bruder Gilbert Hernandez das erste Album der Reihe Love & Rockets heraus. Seit 1982 veröffentlicht Fantagraphics Love & Rockets in englischer Sprache, deutschsprachige Übersetzungen erschienen erstmals in den 1990er-Jahren im Programm der Comic-Verlage Reprodukt/Edition Moderne. Hernandez lebt in Hollywood.

## Veröffentlichungen in deutscher Übersetzung
- Love & Rockets – Der Tod von Speedy. Reprodukt, 1991
- Fliegen an der Decke (mit Gilbert Hernandez als Los Bros Hernandez), Reprodukt/Edition Moderne, 1994
- Love & Rockets – Wigwam Bam. Reprodukt/Edition Moderne, 1995